# RSVP
RSVP é a abreviatura de "Répondez s'il vous plaît", expressão francesa que significa "responda por favor".
O RSVP é utilizado pela pessoa que deseja confirmar quem irá ao evento que ela vai realizar, desta maneira pede a confirmação para ter um melhor planejamento do evento em geral.

## Em Portugal
Sendo a abreviatura RSVP utilizada principalmente em países anglo-saxónicos, em Portugal o Protocolo utiliza a sigla RSFF (Responda Se Faz Favor). Da mesma forma é utilizada para confirmar a assistência de alguém a um evento. As normas de etiqueta mandam que a resposta é obrigada (assistência confirmada ou declinação), e deve ser feita nos dias após a recepção.